# Osh Airport
Osh Airport är en flygplats i Kirgizistan. Den ligger i den sydvästra delen av landet, 290 km sydväst om huvudstaden Bisjkek. Osh Airport ligger 883 meter över havet.
Terrängen runt Osh Airport är huvudsakligen platt, men västerut är den kuperad. Terrängen runt Osh Airport sluttar norrut. Runt Osh Airport är det ganska tätbefolkat, med 134 invånare per kvadratkilometer. Närmaste större samhälle är Osh City, 7,8 km söder om Osh Airport. Runt Osh Airport är det i huvudsak tätbebyggt.